# Wahl zum Abgeordnetenhaus von Berlin 2023
- Linke: 22
- SPD: 34
- Grüne: 34
- CDU: 52
- AfD: 17

- Regierung: 86
- Opposition: 73

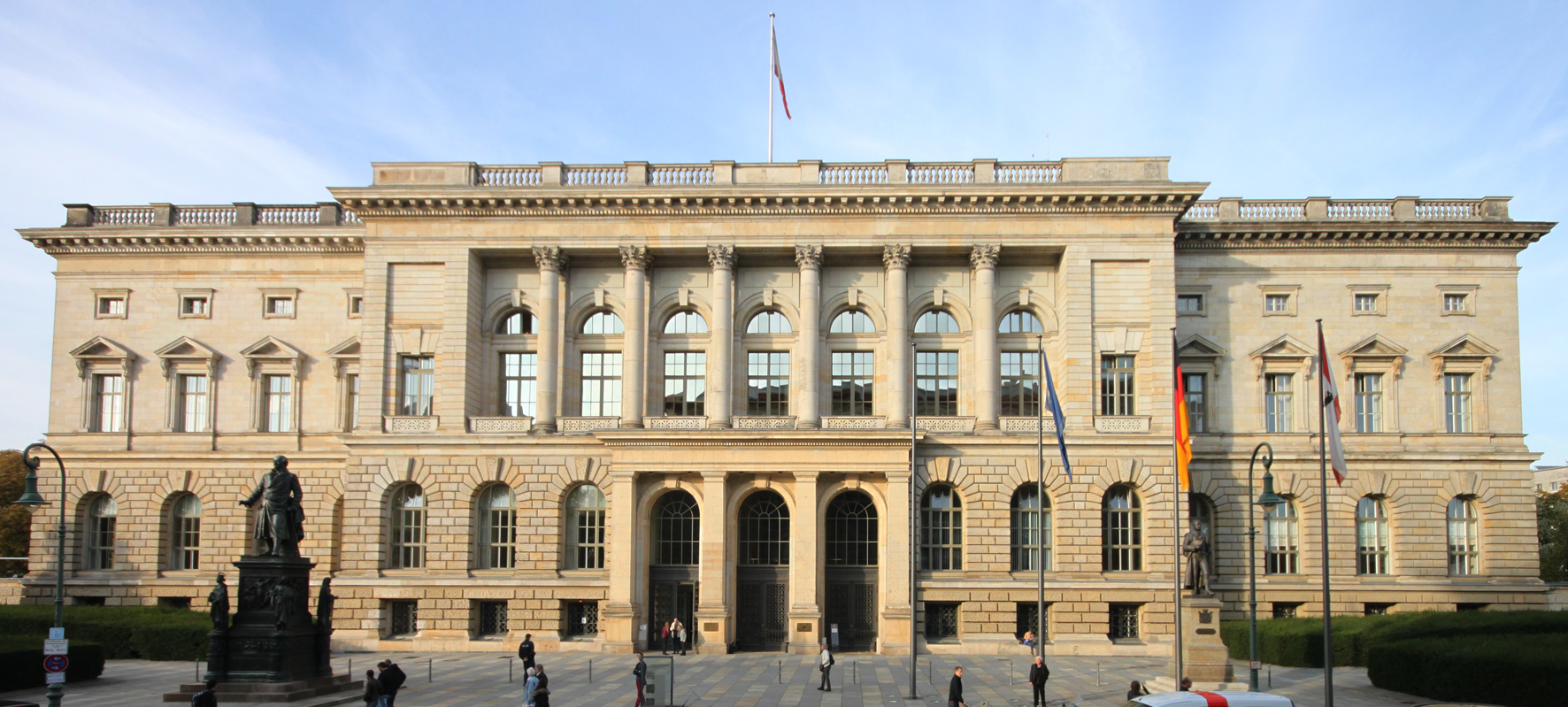
Abgeordnetenhaus von Berlin

Die Wiederholungswahl zum 19. Abgeordnetenhaus von Berlin fand am 12. Februar 2023 statt.
Die bisherige rot-grün-rote Koalition konnte ihre Mehrheit verteidigen, die SPD entschied sich jedoch, eine schwarz-rote Koalition mit der CDU einzugehen, die starke Zuwächse verzeichnet hatte und stärkste Partei geworden war.
Zur Nachwahl kam es, nachdem der Berliner Verfassungsgerichtshof am 16. November 2022 die Wahl vom 26. September 2021 wegen massiver Unregelmäßigkeiten für ungültig erklärt hatte. Nach § 21 Abs. 3 S. 1 des Landeswahlgesetzes hatte innerhalb von 90 Tagen eine Wiederholungswahl stattzufinden.
Am selben Tag wurden die Wahlen zu den zwölf Bezirksverordnetenversammlungen wiederholt. Der Volksentscheid Deutsche Wohnen & Co. enteignen wurde hingegen nicht wiederholt, da gegen ihn keine Verfassungsbeschwerde eingereicht worden war.
Aus der Wahl ging die CDU, angeführt von Spitzenkandidat Kai Wegner, mit 28,2 Prozent erstmalig seit 1999 als stärkste Kraft hervor. Die SPD der Regierenden Bürgermeisterin Franziska Giffey erzielte mit Stimmverlusten und unter Verlust nahezu aller Direktmandate ihr niedrigstes Ergebnis in der Landesgeschichte. Die Sozialdemokraten lagen mit 18,4 Prozent nur 53 Stimmen vor den Grünen, die damit ihr Ergebnis von 2021 mit geringen Verlusten halten konnten. Die Linke erreichte unter Verlusten 12,2 Prozent, die AfD konnte leicht auf 9,1 Prozent zulegen. Die FDP verlor mehr als ein Drittel ihrer Stimmen und zog mit 4,6 Prozent nicht in das Berliner Abgeordnetenhaus ein. Die Wahlbeteiligung lag bei 62,9 Prozent und damit über 12 Prozentpunkte niedriger als bei der für ungültig erklärten letzten Wahl, die parallel zur Bundestagswahl 2021 stattfand.
Die Wahl führte zur Unterzeichnung eines Koalitionsvertrags von CDU und SPD. Der CDU-Politiker Kai Wegner wurde durch das Abgeordnetenhaus am 27. April 2023 im dritten Wahlgang mit der absoluten Mehrheit von 86 Stimmen zum Regierenden Bürgermeister gewählt.

## Besonderheiten

### Wahlperiode
Wie der Verfassungsgerichtshof des Landes Berlin klarstellte, wird nach der Wiederholungswahl die bisherige 19. Legislaturperiode des Abgeordnetenhauses mit den neu gewählten Abgeordneten fortgesetzt; es beginnt keine neue Periode. Sie dauert voraussichtlich bis 2026.

### Wahlbewerber
Die Parteien konnten keine neuen Kandidaten aufstellen, da es sich nicht um eine Neuwahl handelte.
Der Rücktritt von Kandidaten war möglich. In diesem Fall sollte laut Landeswahlleiter ein Bewerber von der Bezirks- oder Landesliste der jeweiligen Partei als Wahlkreisbewerber nachrücken. Das galt jeweils auch, wenn ein Bewerber nicht mehr wählbar war, z. B. durch Wegzug.

## Organisation

### Wahlrecht
Wahlberechtigt waren die Deutschen, die am Wahltag das 18. Lebensjahr vollendet haben und seit mindestens drei Monaten in Berlin wohnten. Die Wahl ist eine personalisierte Verhältniswahl mit geschlossenen Listen. Das Abgeordnetenhaus hat in der Regel 130 Sitze. Gleichzeitig wurden die Bezirksverordnetenversammlungen (BVV), die Volksvertretungen auf Ebene der Berliner Bezirke, gewählt. Hier liegt das Wahlrechtsalter bei 16 Jahren. Bei den BVV-Wahlen waren auch Ausländer, die Staatsangehörige eines anderen Mitgliedstaates der Europäischen Union sind, wahlberechtigt, sofern sie seit wenigstens drei Monaten in Berlin wohnten.

### Wahltermin und Verfassungsbeschwerden
Der Wahltermin wurde vom Landeswahlleiter auf den 12. Februar 2023 festgesetzt, den letzten Sonntag in der gesetzlichen Frist von 90 Tagen nach dem Urteil des Berliner Verfassungsgerichtshofes.
Einen Eilantrag zur Zusammenlegung von Abgeordnetenhauswahl und der Abstimmung zum Volksentscheid Berlin 2030 klimaneutral wies der Verfassungsgerichtshof Ende 2022 ab. Der Volksentscheid fand daher, wie vom Berliner Senat festgelegt, am 26. März 2023 statt.
Anfang 2023 lagen dem Bundesverfassungsgericht fünf Verfassungsbeschwerden vor, die die Aufhebung oder eine Änderung des Wahltermins forderten. Zu den Klägern gehören unter anderem Matthias Kollatz (SPD) und Bertram von Boxberg (Grüne). Am 25. Januar 2023 lehnte das Gericht einen Eilantrag verschiedener Beschwerdeführer ab. Diese wird erst nach der Wahl erfolgen.

## Ausgangslage

### Vorherige Abgeordnetenhauswahl 2021
Bei der Abgeordnetenhauswahl am 26. September 2021 ging die SPD als stärkste Kraft mit leichten Verlusten heraus. Auf Platz zwei mit deutlichen Gewinnen landeten die Grünen. Knapp hinter den Grünen lag die CDU, diese hatte leichte Gewinne zu verzeichnen.
Die Linke verlor an Stimmen und landete auf dem vierten Platz. Dahinter lag die AfD, die die größten Verluste verzeichnete (−6,2 Prozent). Die FDP konnte sich leicht verbessern und schaffte den Einzug erneut. Alle anderen Parteien lagen deutlich unter der Fünf-Prozent-Hürde.
Es kam bei der Wahl unter anderem auch wegen des zeitgleich stattfindenden Berlin-Marathons zu mehreren Unregelmäßigkeiten und Durchführungsproblemen.
Am 29. November 2021 verkündeten die Spitzen von SPD, Grüne und Linke, sich auf den Entwurf einer Fortsetzung einer rot-grün-roten Koalition geeinigt zu haben. Die Koalition erhöhte bei der Wahl ihre Mehrheit auf über 62 Prozent der Sitze (92 von 147) im Parlament.
Am 21. Dezember 2021 unterschrieben die Parteien den Koalitionsvertrag und Franziska Giffey wurde im Abgeordnetenhaus zur Regierenden Bürgermeisterin gewählt.
Am 16. November 2022 erklärte der Verfassungsgerichtshof des Landes Berlin die Wahl zum Abgeordnetenhaus vom 26. September 2021 wegen massiver Unregelmäßigkeiten und Probleme in der Wahldurchführung für ungültig.

### Bisher im Abgeordnetenhaus vertretene Parteien
| Fraktion/Landesverband | Fraktion/Landesverband                      | Kurzbe- zeichnung | Sitze |
| ---------------------- | ------------------------------------------- | ----------------- | ----- |
|                        | Sozialdemokratische Partei Deutschlands     | SPD               | 36    |
|                        | Bündnis 90/Die Grünen                       | Grüne             | 32    |
|                        | Christlich-Demokratische Union Deutschlands | CDU               | 30    |
|                        | Die Linke                                   | Linke             | 24    |
|                        | Alternative für Deutschland                 | AfD               | 13    |
|                        | Freie Demokratische Partei                  | FDP               | 12    |

## Parteien und Bewerber

### Spitzenkandidaten der im Abgeordnetenhaus vertretenen Parteien
Die sechs Parteien im Abgeordnetenhaus traten aufgrund des Charakters einer Wiederholungswahl erneut mit folgenden Spitzenkandidaten an:

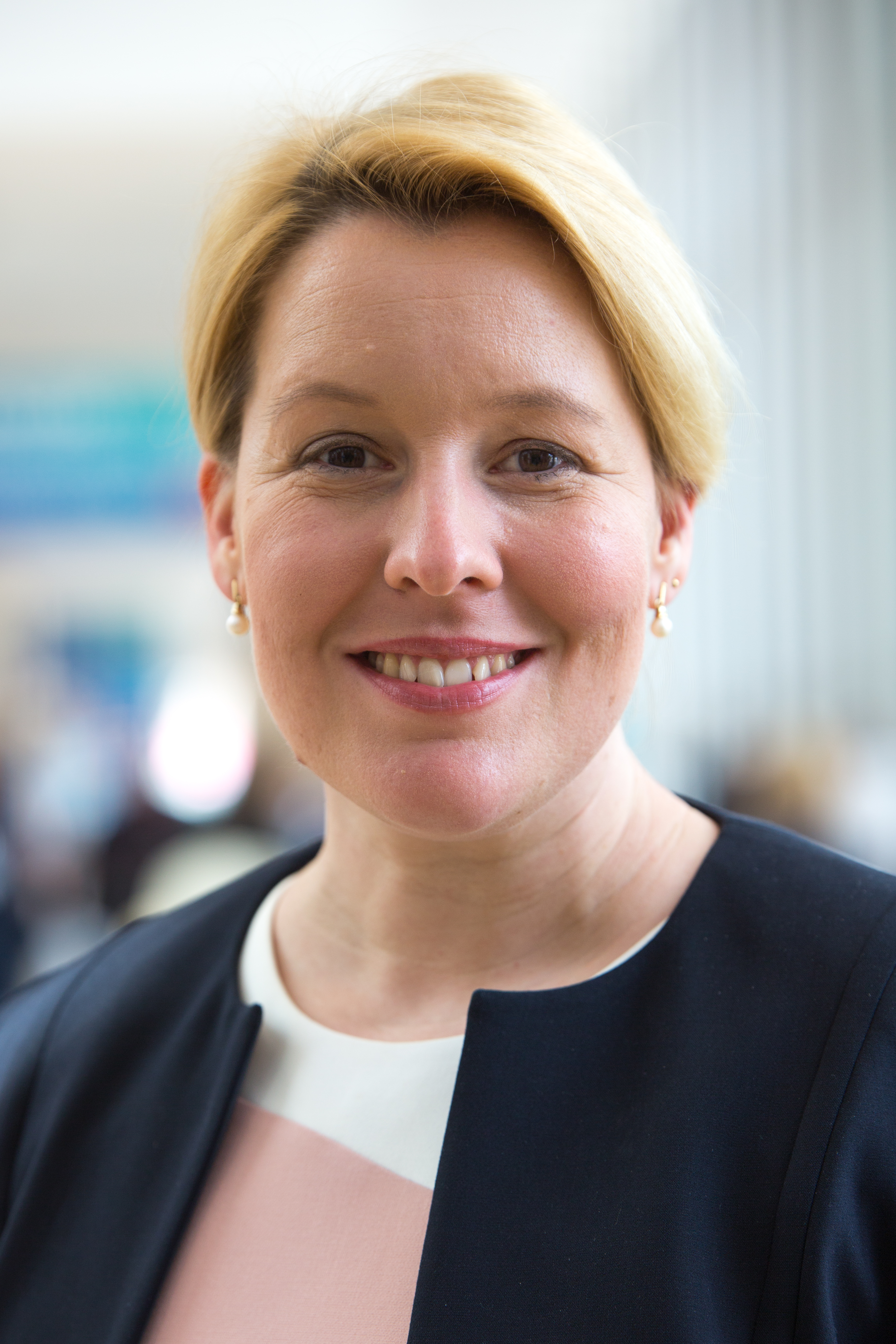
Franziska Giffey (SPD)
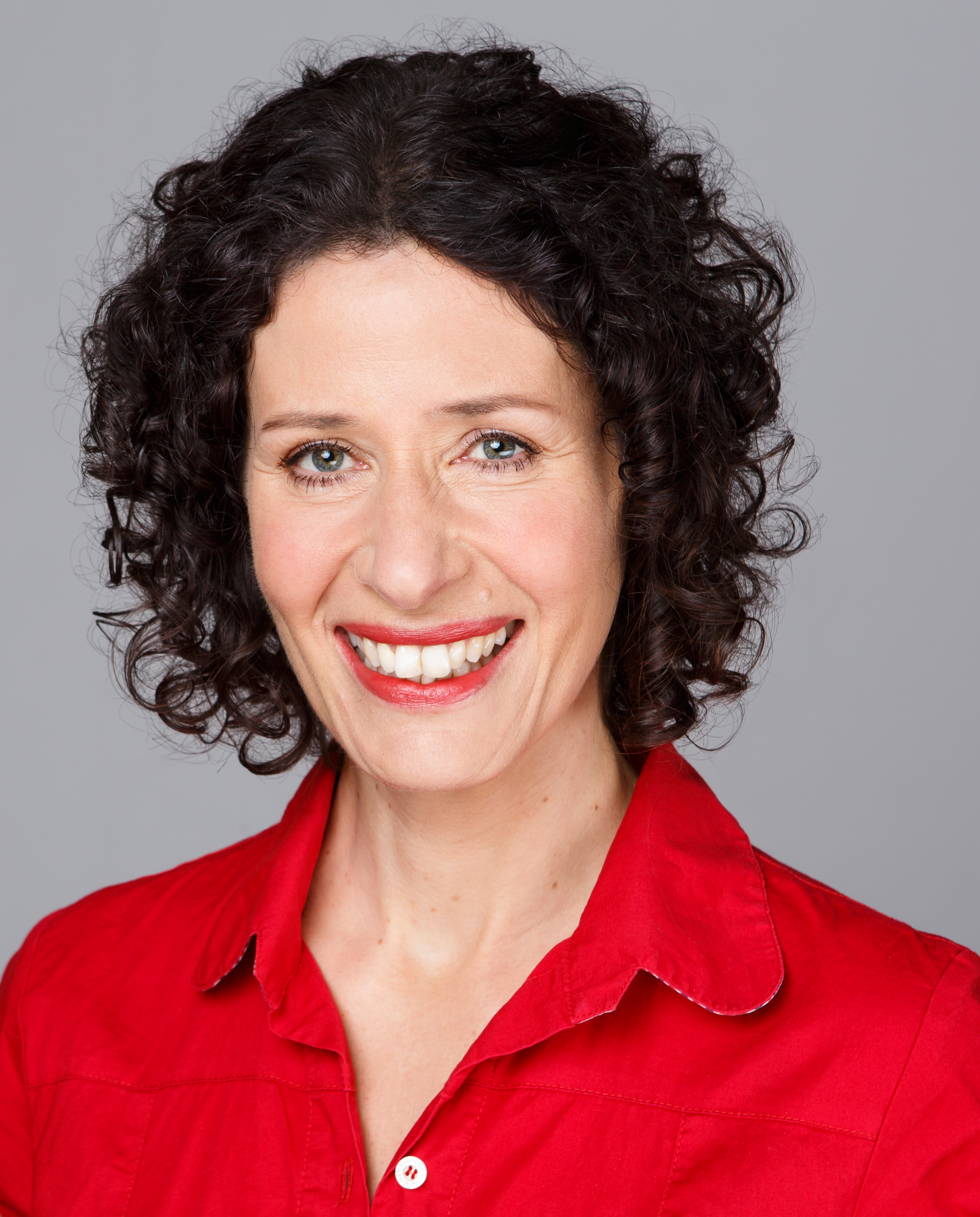
Bettina Jarasch (Grüne)
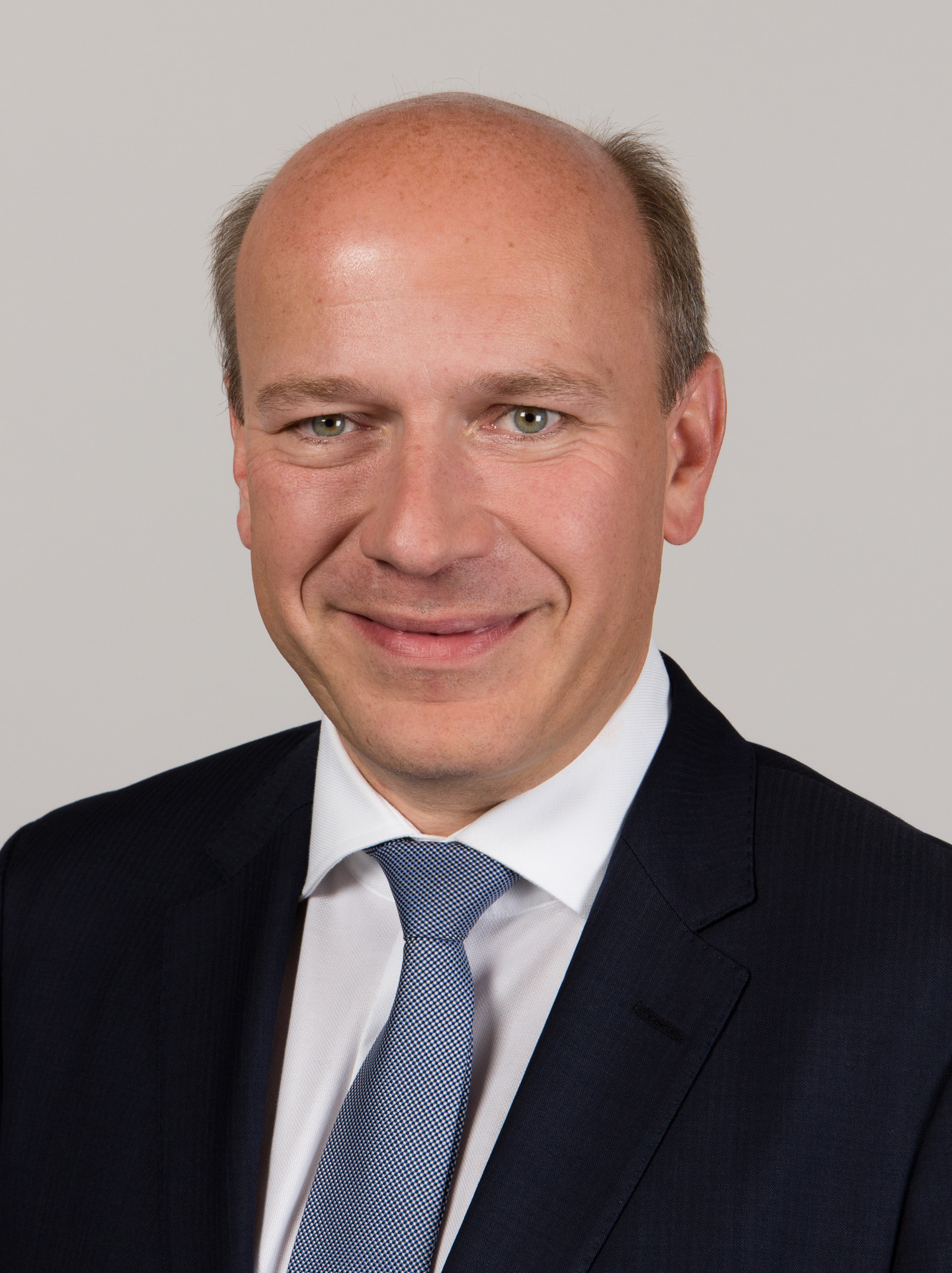
Kai Wegner (CDU)
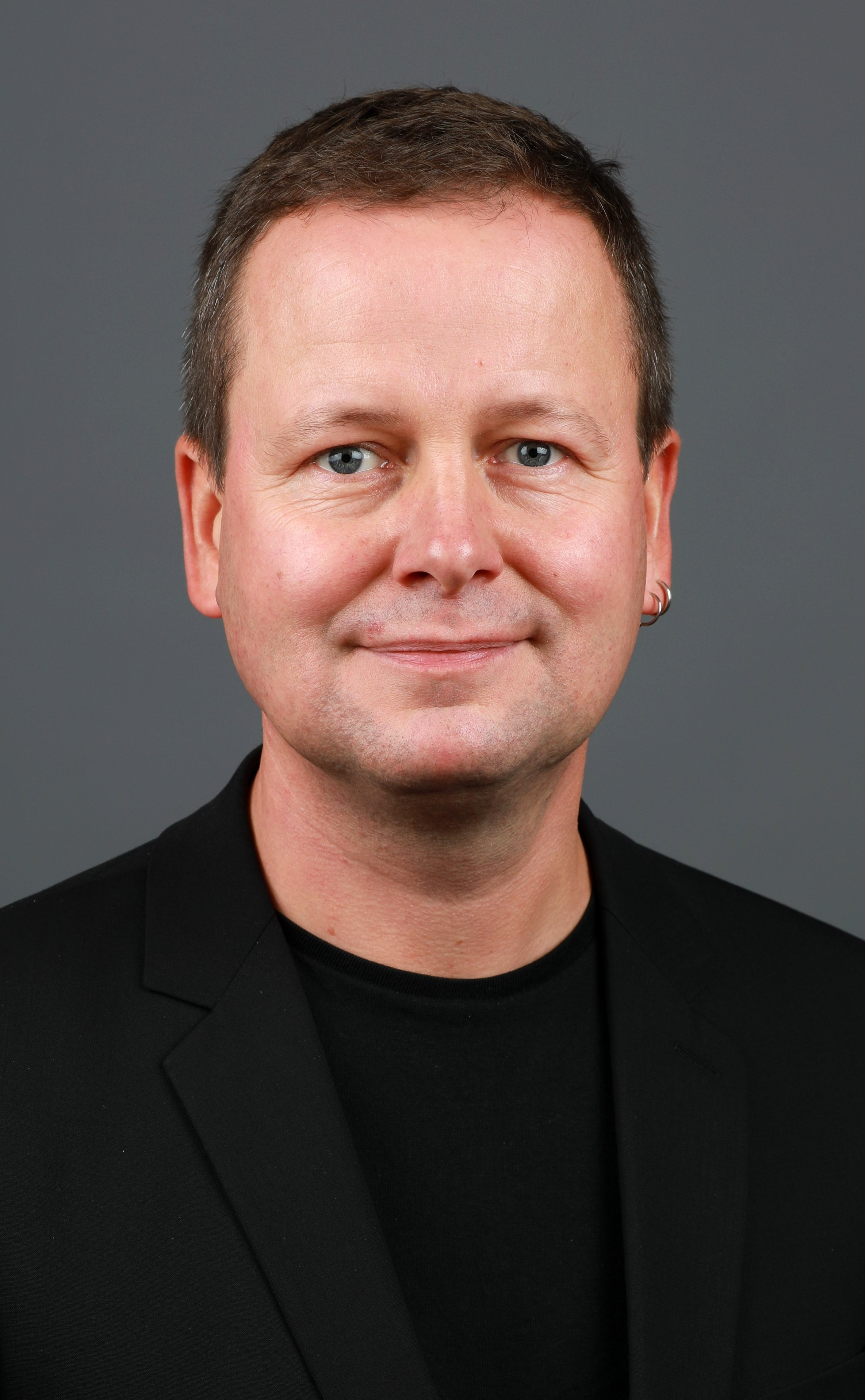
Klaus Lederer (Linke)
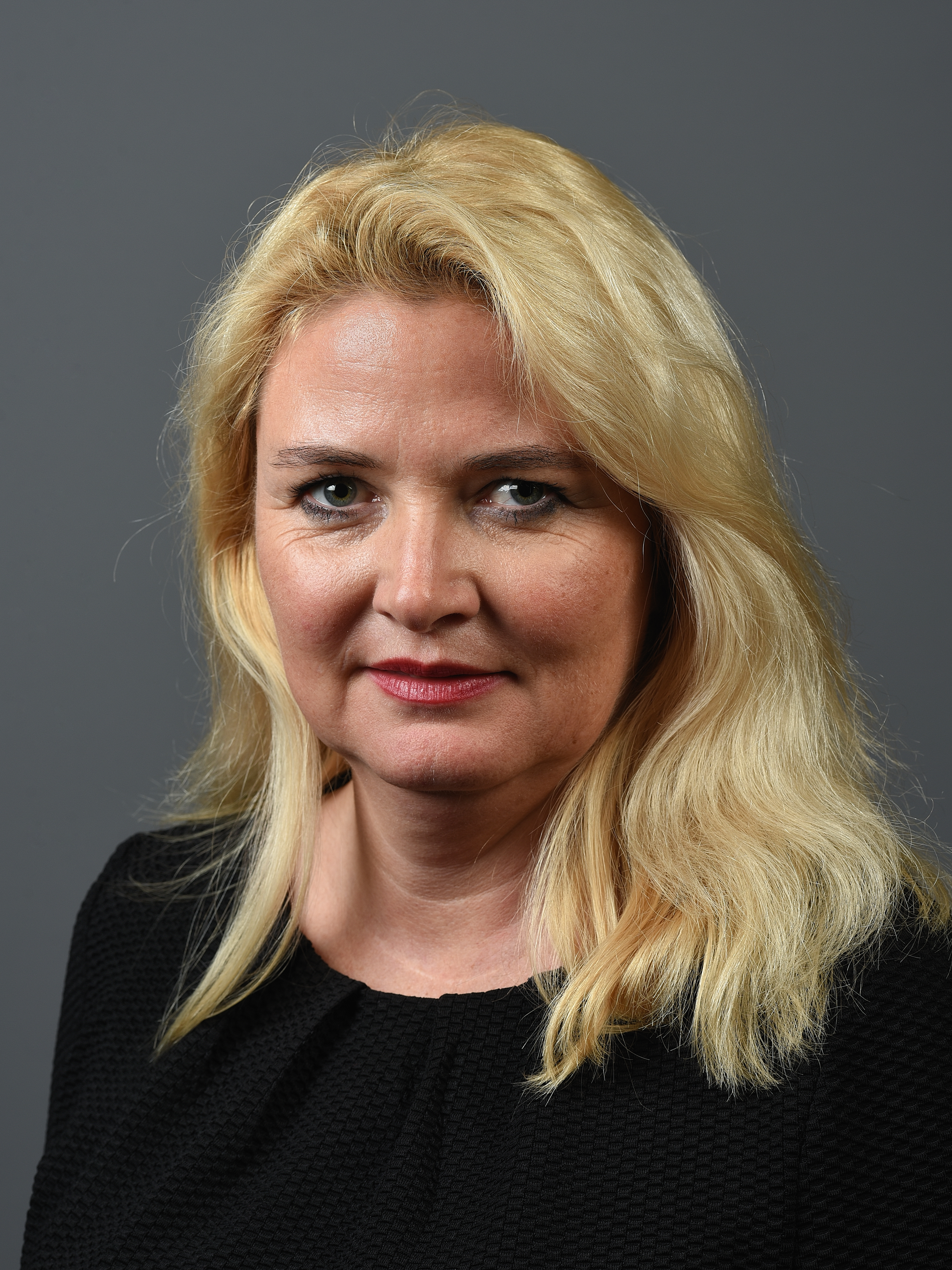
Kristin Brinker (AfD)
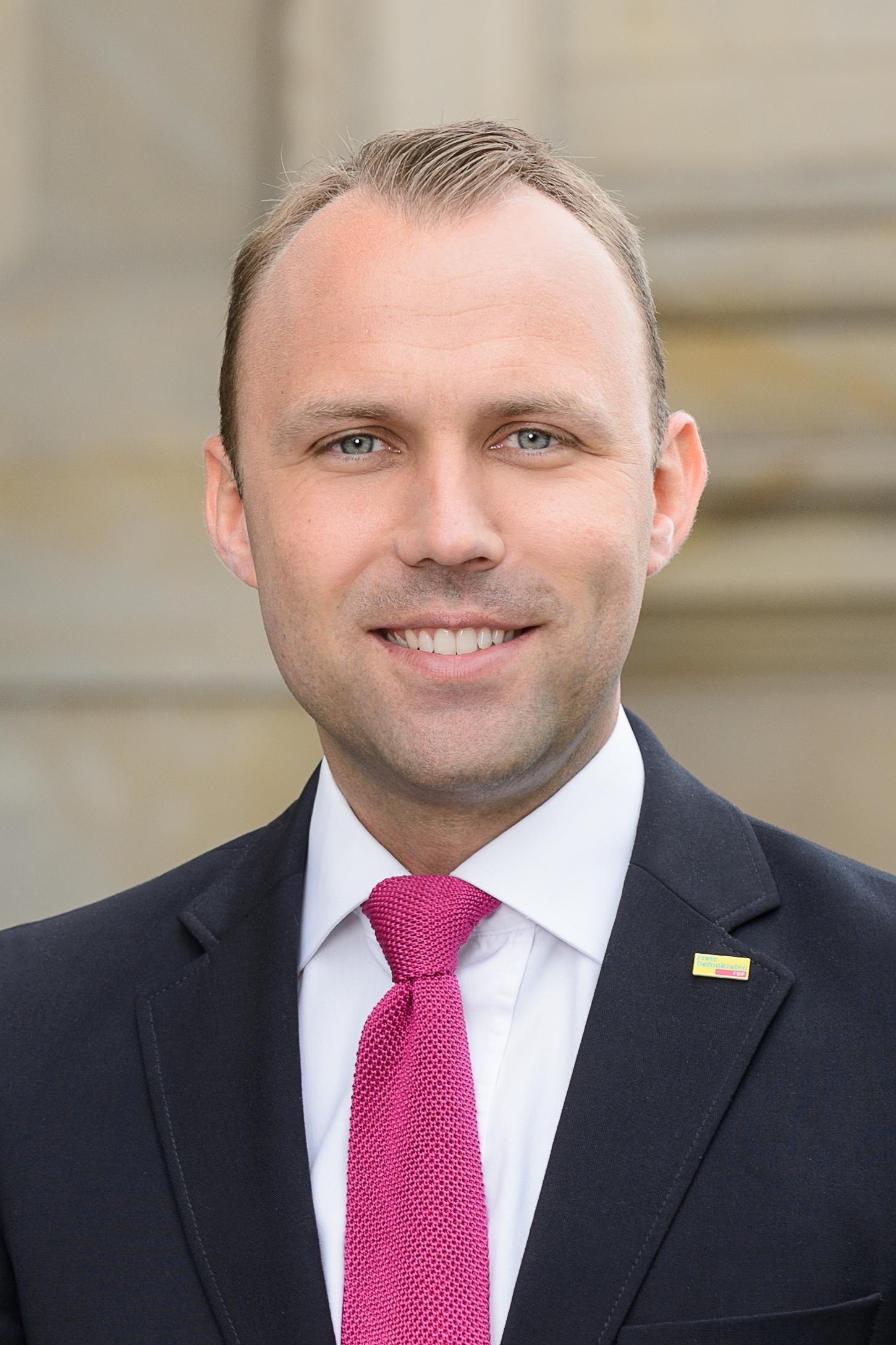
Sebastian Czaja (FDP)

### Parteien
33 Parteien nahmen an der Wahl zum Abgeordnetenhaus mit Landes- oder Bezirkslisten teil und damit eine weniger als zur Wahl 2021. Die Partei Aktion Partei für Tierschutz – Tierschutz hier! nahm nicht mehr teil, nachdem alle Kandidaten der Landesliste ihren Rücktritt erklärt hatten. Außerdem nahmen drei weitere Parteien nur mit Direktkandidaten in einzelnen Bezirken teil.
| Partei                                                                                        | Kurzbezeichnung       | Art der Teilnahme        |
| --------------------------------------------------------------------------------------------- | --------------------- | ------------------------ |
| Alternative für Deutschland                                                                   | AfD                   | Landesliste              |
| Basisdemokratische Partei Deutschland                                                         | dieBasis              | Landesliste              |
| bergpartei, die überpartei                                                                    | B*                    | Landesliste              |
| Bildet Berlin!                                                                                | Bildet Berlin!        | Landesliste              |
| Bündnis 90/Die Grünen                                                                         | Grüne                 | Landesliste              |
| Bürgerrechtsbewegung Solidarität                                                              | BüSo                  | Landesliste              |
| Christlich Demokratische Union Deutschlands                                                   | CDU                   | Bezirkslisten landesweit |
| Demokratische Linke                                                                           | DL                    | –                        |
| Deutsche Kommunistische Partei                                                                | DKP                   | Landesliste              |
| Deutsche Konservative                                                                         | Deutsche Konservative | einzelne Bezirkslisten   |
| Die Grauen – Für alle Generationen                                                            | Die Grauen            | Landesliste              |
| Die Linke                                                                                     | Linke                 | Landesliste              |
| Die neuen Demokraten                                                                          | Neue Demokraten       | einzelne Bezirkslisten   |
| Die Republikaner                                                                              | REP                   | einzelne Bezirkslisten   |
| Die Urbane. Eine HipHop Partei                                                                | du.                   | Landesliste              |
| Die Pinken/Bündnis21                                                                          | BÜNDNIS21             | Landesliste              |
| Feministische Partei Die Frauen                                                               | DIE FRAUEN            | –                        |
| Freie Demokratische Partei                                                                    | FDP                   | Bezirkslisten landesweit |
| Freie Wähler                                                                                  | FREIE WÄHLER          | Landesliste              |
| Graue Panther                                                                                 | Graue Panther         | Landesliste              |
| Klimaliste Berlin                                                                             | Klimaliste Berlin     | Landesliste              |
| Liberale Demokraten – Die Sozialliberalen                                                     | LD                    | –                        |
| Liberal-Konservative Reformer                                                                 | LKR                   | Landesliste              |
| Menschliche Welt – für das Wohl und Glücklich-Sein aller                                      | MENSCHLICHE WELT      | einzelne Bezirkslisten   |
| Mieterpartei / Bündnis Berlin                                                                 | MIETERPARTEI          | Landesliste              |
| Nationaldemokratische Partei Deutschlands                                                     | NPD                   | Landesliste              |
| Ökologisch-Demokratische Partei                                                               | ÖDP                   | Landesliste              |
| Partei der Humanisten                                                                         | Die Humanisten        | Landesliste              |
| Partei für Arbeit, Rechtsstaat, Tierschutz, Elitenförderung und basisdemokratische Initiative | Die PARTEI            | Landesliste              |
| Partei für Gesundheitsforschung                                                               | Gesundheitsforschung  | Landesliste              |
| Partei Mensch Umwelt Tierschutz                                                               | Tierschutzpartei      | Landesliste              |
| Piratenpartei Deutschland                                                                     | PIRATEN               | Landesliste              |
| Sozialdemokratische Partei Deutschlands                                                       | SPD                   | Bezirkslisten landesweit |
| Sozialistische Gleichheitspartei, Vierte Internationale                                       | SGP                   | Landesliste              |
| Team Todenhöfer                                                                               | TEAM TODENHÖFER       | Landesliste              |
| Volt Deutschland                                                                              | Volt                  | Landesliste              |

### Koalitionsaussage vor der Wahl
Eine Zusammenarbeit mit der AfD wurde von allen anderen Parteien ausgeschlossen; CDU und FDP schlossen vor der Wahl eine Koalition mit Grünen und Linken aus. Die SPD legte keine Koalition fest. Die FDP strebte eine Koalition mit CDU und SPD an. Die Grünen strebten eine Fortsetzung des bisherigen Regierungsbündnisses mit der SPD und der Linke unter der Führung der nach der Wahl stärksten Partei innerhalb der Koalition – selbst wenn die CDU stärkste Kraft wird – an. Die Linke hoffte ebenfalls auf eine Fortsetzung der bisherigen Regierung und warnte gleichzeitig vor einer möglichen großen Koalition aus CDU und SPD.

## Umfragen

### Sonntagsfrage

#### Letzte Umfragen vor der Wahl
| Institut                                     | Datum      | SPD    | Grüne  | CDU    | Linke  | AfD    | FDP   | Sonst. |
| -------------------------------------------- | ---------- | ------ | ------ | ------ | ------ | ------ | ----- | ------ |
| Abgeordnetenhauswahl 2023 (Wahlwiederholung) | 12.02.2023 | 18,4 % | 18,4 % | 28,2 % | 12,2 % | 9,1 %  | 4,6 % | 9,0 %  |
| Forschungsgruppe Wahlen                      | 09.02.2023 | 21 %   | 17 %   | 25 %   | 11 %   | 10 %   | 6 %   | 10 %   |
| INSA                                         | 09.02.2023 | 19 %   | 18 %   | 25 %   | 12 %   | 10 %   | 6 %   | 10 %   |
| Forsa                                        | 05.02.2023 | 17 %   | 18 %   | 26 %   | 12 %   | 10 %   | 5 %   | 12 %   |
| Forschungsgruppe Wahlen                      | 03.02.2023 | 21 %   | 18 %   | 24 %   | 11 %   | 10 %   | 6 %   | 10 %   |
| Infratest dimap                              | 02.02.2023 | 19 %   | 18 %   | 25 %   | 12 %   | 10 %   | 6 %   | 10 %   |
| Infratest dimap                              | 18.01.2023 | 18 %   | 21 %   | 23 %   | 11 %   | 11 %   | 6 %   | 10 %   |
| Abgeordnetenhauswahl 2021 (ungültig)         | 26.09.2021 | 21,4 % | 18,9 % | 18,0 % | 14,1 % | 8,0 %  | 7,1 % | 12,4 % |
| Abgeordnetenhauswahl 2016                    | 18.09.2016 | 21,6 % | 15,1 % | 17,6 % | 15,6 % | 14,2 % | 6,7 % | 9,2 %  |

#### Ältere Umfragen
| \| Institut \| Datum \| SPD \| Grüne \| CDU \| Linke \| AfD \| FDP \| Sonst. \| \| ------------------------------------ \| ---------- \| ------ \| ------ \| ------ \| ------ \| ------ \| ----- \| ------ \| \| INSA[24] \| 21.12.2022 \| 21 % \| 20 % \| 21 % \| 12 % \| 10 % \| 6 % \| 10 % \| \| Infratest dimap[24] \| 23.11.2022 \| 19 % \| 22 % \| 21 % \| 11 % \| 10 % \| 5 % \| 12 % \| \| INSA[24] \| 16.11.2022 \| 20 % \| 20 % \| 21 % \| 12 % \| 10 % \| 7 % \| 10 % \| \| Infratest dimap[24] \| 21.09.2022 \| 17 % \| 22 % \| 21 % \| 12 % \| 10 % \| 6 % \| 12 % \| \| INSA[24] \| 12.07.2022 \| 20 % \| 21 % \| 20 % \| 12 % \| 8 % \| 7 % \| 12 % \| \| INSA[24] \| 19.06.2022 \| 21 % \| 20 % \| 21 % \| 12 % \| 8 % \| 8 % \| 10 % \| \| Infratest dimap[24] \| 23.03.2022 \| 20 % \| 21 % \| 20 % \| 12 % \| 8 % \| 8 % \| 11 % \| \| INSA[24] \| 14.12.2021 \| 22 % \| 20 % \| 19 % \| 15 % \| 9 % \| 7 % \| 8 % \| \| Abgeordnetenhauswahl 2021 (ungültig) \| 26.09.2021 \| 21,4 % \| 18,9 % \| 18,0 % \| 14,1 % \| 8,0 % \| 7,1 % \| 12,4 % \| \| Abgeordnetenhauswahl 2016 \| 18.09.2016 \| 21,6 % \| 15,1 % \| 17,6 % \| 15,6 % \| 14,2 % \| 6,7 % \| 9,2 % \| |            |        |        |        |        |        |       |        |
| Institut | Datum      | SPD    | Grüne  | CDU    | Linke  | AfD    | FDP   | Sonst. |
| INSA | 21.12.2022 | 21 %   | 20 %   | 21 %   | 12 %   | 10 %   | 6 %   | 10 %   |
| Infratest dimap | 23.11.2022 | 19 %   | 22 %   | 21 %   | 11 %   | 10 %   | 5 %   | 12 %   |
| INSA | 16.11.2022 | 20 %   | 20 %   | 21 %   | 12 %   | 10 %   | 7 %   | 10 %   |
| Infratest dimap | 21.09.2022 | 17 %   | 22 %   | 21 %   | 12 %   | 10 %   | 6 %   | 12 %   |
| INSA | 12.07.2022 | 20 %   | 21 %   | 20 %   | 12 %   | 8 %    | 7 %   | 12 %   |
| INSA | 19.06.2022 | 21 %   | 20 %   | 21 %   | 12 %   | 8 %    | 8 %   | 10 %   |
| Infratest dimap | 23.03.2022 | 20 %   | 21 %   | 20 %   | 12 %   | 8 %    | 8 %   | 11 %   |
| INSA | 14.12.2021 | 22 %   | 20 %   | 19 %   | 15 %   | 9 %    | 7 %   | 8 %    |
| Abgeordnetenhauswahl 2021 (ungültig) | 26.09.2021 | 21,4 % | 18,9 % | 18,0 % | 14,1 % | 8,0 %  | 7,1 % | 12,4 % |
| Abgeordnetenhauswahl 2016 | 18.09.2016 | 21,6 % | 15,1 % | 17,6 % | 15,6 % | 14,2 % | 6,7 % | 9,2 %  |

### West- und Ost-Berlin

#### West-Berlin
| Institut                                     | Datum      | SPD    | CDU    | Grüne  | Linke  | FDP   | AfD    | Sonst. |
| -------------------------------------------- | ---------- | ------ | ------ | ------ | ------ | ----- | ------ | ------ |
| Abgeordnetenhauswahl 2023 (Wahlwiederholung) | 12.02.2023 | 19,9 % | 31,1 % | 19,8 % | 9,0 %  | 5,3 % | 6,8 %  | 8,1 %  |
| Infratest dimap                              | 02.02.2023 | 21 %   | 29 %   | 19 %   | 8 %    | 5 %   | 8 %    | 10 %   |
| Infratest dimap                              | 18.01.2023 | 20 %   | 27 %   | 22 %   | 8 %    | 5 %   | 9 %    | 9 %    |
| Infratest dimap                              | 23.11.2022 | 20 %   | 25 %   | 23 %   | 8 %    | 5 %   | 8 %    | 11 %   |
| Infratest dimap                              | 21.09.2022 | 17 %   | 24 %   | 24 %   | 8 %    | 7 %   | 8 %    | 12 %   |
| Infratest dimap                              | 23.03.2022 | 21 %   | 24 %   | 23 %   | 7 %    | 8 %   | 6 %    | 11 %   |
| Abgeordnetenhauswahl 2021 (ungültig)         | 26.09.2021 | 22,9 % | 20,8 % | 20,3 % | 10,1 % | 7,9 % | 6,3 %  | 11,7 % |
| Abgeordnetenhauswahl 2016                    | 18.09.2016 | 23,2 % | 20,9 % | 17,1 % | 10,1 % | 8,6 % | 12,1 % | 8,0 %  |

#### Ost-Berlin
| Institut                                     | Datum      | SPD    | Linke  | Grüne  | CDU    | AfD    | FDP   | Sonst. |
| -------------------------------------------- | ---------- | ------ | ------ | ------ | ------ | ------ | ----- | ------ |
| Abgeordnetenhauswahl 2023 (Wahlwiederholung) | 12.02.2023 | 16,4 % | 16,6 % | 16,4 % | 24,3 % | 12,2 % | 3,7 % | 10,4 % |
| Infratest dimap                              | 02.02.2023 | 17 %   | 18 %   | 16 %   | 20 %   | 14 %   | 6 %   | 9 %    |
| Infratest dimap                              | 18.01.2023 | 17 %   | 14 %   | 18 %   | 18 %   | 15 %   | 6 %   | 12 %   |
| Infratest dimap                              | 23.11.2022 | 18 %   | 15 %   | 20 %   | 14 %   | 14 %   | 5 %   | 14 %   |
| Infratest dimap                              | 21.09.2022 | 17 %   | 16 %   | 20 %   | 17 %   | 12 %   | 5 %   | 13 %   |
| Infratest dimap                              | 23.03.2022 | 20 %   | 18 %   | 18 %   | 14 %   | 11 %   | 7 %   | 12 %   |
| Abgeordnetenhauswahl 2021 (ungültig)         | 26.09.2021 | 19,4 % | 19,4 % | 16,9 % | 14,3 % | 10,4 % | 6,1 % | 13,5 % |
| Abgeordnetenhauswahl 2016                    | 18.09.2016 | 19,3 % | 23,4 % | 12,6 % | 13,1 % | 17,0 % | 4,0 % | 10,6 % |

### Direktwahlfrage Regierender Bürgermeister
| Institut                | Datum      | Franziska Giffey (SPD) | Bettina Jarasch (Grüne) | Kai Wegner (CDU) | keiner/ weiß nicht |
| ----------------------- | ---------- | ---------------------- | ----------------------- | ---------------- | ------------------ |
| Forsa                   | 13.02.2023 | 27 %                   | 19 %                    | 39 %             | 15 %               |
| Forschungsgruppe Wahlen | 12.02.2023 | 32 %                   | 15 %                    | 27 %             | 26 %               |
| Infratest dimap         | 12.02.2023 | 32 %                   | 17 %                    | 27 %             | 24 %               |
| Forschungsgruppe Wahlen | 09.02.2023 | 34 %                   | 16 %                    | 25 %             | 25 %               |
| Forsa                   | 05.02.2023 | 24 %                   | 18 %                    | 28 %             | 30 %               |
| Forschungsgruppe Wahlen | 03.02.2023 | 36 %                   | 15 %                    | 23 %             | 26 %               |
| Infratest dimap         | 02.02.2023 | 32 %                   | 16 %                    | 26 %             | 26 %               |
| Infratest dimap         | 18.01.2023 | 34 %                   | 15 %                    | 20 %             | 31 %               |
| Infratest dimap         | 23.11.2022 | 35 %                   | 16 %                    | 17 %             | 32 %               |

## Wahl der Bezirksverordnetenversammlungen

### Besonderheiten
Bei den Wahlen zu den zwölf Bezirksverordnetenversammlungen gelten die gleichen Besonderheiten wie für die Wahl zum Abgeordnetenhaus von Berlin. Die von den Bezirksverordnetenversammlungen gewählten Bezirksbürgermeister bleiben weiterhin im Amt, es sei denn, sie treten zurück oder werden nach § 35 Abs. 3 des Bezirksverwaltungsgesetzes mit einer Zweidrittelmehrheit von der jeweiligen Bezirksverordnetenversammlung abberufen. Anders als die Mitglieder des Senats von Berlin sind die Mitglieder des Bezirksamts nach § 1 Abs. 1 des Bezirksamtsmitgliedergesetzes aber Beamte (auf Zeit) und unterliegen somit anderen Rechtsvorschriften. Diese Wahlbeamten können ungeachtet des Ergebnisses der Wiederholungswahl bis 2026 im Amt bleiben, es sei denn, sie treten zurück oder werden von der Bezirksverordnetenversammlung mit 2/3 Mehrheit abgewählt.

### Bezirksämter
Die Bezirksämter werden von den Bezirksverordnetenversammlungen gewählt. Dabei haben die Fraktionen entsprechend ihrer Stärke das Recht, für eine bestimmte Anzahl an Sitzen in den Bezirksämtern Wahlvorschläge einzureichen. Das Vorschlagsrecht verteilt sich aktuell wie folgt auf die Fraktionen. Die bisherige Zusammensetzung der Bezirksämter bleibt vorbehaltlich von Rücktritten und Abberufungen auch nach der Wiederholungswahl bestehen, auch wenn sich das Vorschlagsrecht verändern sollte.
| Bezirk                     | SPD | CDU | Grüne | Linke | AfD | FDP | Σ  |
| -------------------------- | --- | --- | ----- | ----- | --- | --- | -- |
| Mitte                      | 1   | 1   | 3     | 1     | –   | –   | 6  |
| Friedrichshain-Kreuzberg   | 1   | –   | 3     | 2     | –   | –   | 6  |
| Pankow                     | 1   | 1   | 2     | 2     | –   | –   | 6  |
| Charlottenburg-Wilmersdorf | 2   | 2   | 2     | –     | –   | –   | 6  |
| Spandau                    | 2   | 2   | 1     | –     | 1   | –   | 6  |
| Steglitz-Zehlendorf        | 2   | 2   | 2     | –     | –   | –   | 6  |
| Tempelhof-Schöneberg       | 2   | 2   | 2     | –     | –   | –   | 6  |
| Neukölln                   | 3   | 1   | 1     | 1     | –   | –   | 6  |
| Treptow-Köpenick           | 2   | 1   | 1     | 1     | 1   | –   | 6  |
| Marzahn-Hellersdorf        | 2   | 2   | –     | 1     | 1   | –   | 6  |
| Lichtenberg                | 1   | 1   | 1     | 2     | 1   | –   | 6  |
| Reinickendorf              | 2   | 3   | 1     | –     | –   | –   | 6  |
| Land Berlin (gesamt)       | 21  | 18  | 19    | 10    | 4   | –   | 72 |

## Unregelmäßigkeiten
Bei den in deutscher und englischer Sprache verschickten Wahlbenachrichtigungen wurde im englischsprachigen Teil der 12. September anstatt des 12. Februars als Wahltermin genannt. In Reinickendorf fehlte auf Rücksendeumschlägen die Wahlscheinnummer, und die Namen einiger Kandidaten wurden auf Stimmzetteln falsch geschrieben. Daher wurde angeordnet, dass die Briefwahl im Wahlkreis Neukölln 2 teilweise zu wiederholen ist, weil in den versandten Briefwahlunterlagen für die FDP ein Kandidat genannt war, der wegen zwischenzeitlichen Wegzugs aus Berlin nicht mehr wählbar war. Im Bezirk Treptow-Köpenick wurden Briefwahlunterlagen 49-mal doppelt verschickt.
Bei der Durchführung der Wiederholungswahl am 12. Februar 2023 kam es abermals zu Unregelmäßigkeiten:
- Bezirk Tempelhof-Schöneberg: In einem Wahllokal in Tempelhof-Schöneberg wurden 115 falsche Stimmzettel für Erststimmen ausgeteilt.[40]

- Bezirk Lichtenberg: Bei der Auszählung von Briefwahlstimmen durch die Berliner Verwaltung wurden im Bezirk Lichtenberg 466 nicht ausgezählte Briefwahlstimmen des Wahlkreises 3[41] entdeckt, die durch einen „internen Fehler“ liegen geblieben seien.[42] Zwischenzeitlich wurden die unberücksichtigten Wahlzettel ausgezählt und es wurde festgestellt, dass die CDU und die Linke gleichauf seien.[43] Eine Nachzählung der Stimmzettel am 16. Februar 2023 im Wahllokal 333 ergab, dass neun Stimmen für die CDU im bisherigen Ergebnis nicht berücksichtigt worden sind.[41] Das amtliche Endergebnis stellte fest, dass der CDU-Direktkandidat Dennis Haustein vor der Linke-Direktkandidatin Claudia Engelmann lag.

## Ergebnis

Ergebnisse in den Wahlkreisen

Mehrheiten nach Wahlbezirken

| Partei               | Partei                | Erststimmen | Erststimmen | Erststimmen | Erststimmen | Erststimmen | Zweitstimmen | Zweitstimmen | Zweitstimmen | Zweitstimmen | Zweitstimmen | Mandate | Mandate | Mandate |
| Partei               | Partei                | Anzahl      | %           | +/-         | +/-         | Man- date   | Anzahl       | %            | +/-          | +/-          | Man- date    | Σ       | +/-     | +/-     |
| Partei               | Partei                | Anzahl      | %           | '16         | '21         | Man- date   | Anzahl       | %            | '16          | '21          | Man- date    | Σ       | '16     | '21     |
| -------------------- | --------------------- | ----------- | ----------- | ----------- | ----------- | ----------- | ------------ | ------------ | ------------ | ------------ | ------------ | ------- | ------- | ------- |
|                      | CDU                   | 449.990     | 29,7        | +9,9        | +10,1       | 48          | 428.228      | 28,2         | 10,6         | +10,2        | 4            | 52      | +21     | +22     |
|                      | SPD                   | 301.851     | 19,9        | −4,9        | −3,4        | 4           | 279.017      | 18,4         | −3,2         | −3,0         | 30           | 34      | −4      | −2      |
|                      | Grüne                 | 290.026     | 19,2        | +3,4        | −0,8        | 20          | 278.964      | 18,4         | 3,2          | −0,5         | 14           | 34      | +7      | +2      |
|                      | Die Linke             | 186.473     | 12,3        | −3,1        | −1,6        | 4           | 185.119      | 12,2         | −3,4         | −1,9         | 18           | 22      | −5      | −2      |
|                      | AfD                   | 136.426     | 9,0         | −5,1        | +0,9        | 2           | 137.871      | 9,1          | −5,1         | +1,1         | 15           | 17      | −8      | +4      |
|                      | FDP                   | 58.381      | 3,9         | −1,7        | −2,7        | –           | 70.416       | 4,6          | −2,1         | −2,5         | –            | –       | −12     | −12     |
|                      | Tierschutzpartei      | 43.924      | 2,9         | +2,9        | −0,5        | –           | 36.273       | 2,4          | 0,5          | +0,2         |              |         |         |         |
|                      | Die PARTEI            | 25.120      | 1,7         | +0,4        | −0,3        | –           | 21.570       | 1,4          | −0,5         | −0,4         |              |         |         |         |
|                      | Volt                  | –           | –           | –           | –           | –           | 14.047       | 0,9          | 0,9          | −0,2         |              |         |         |         |
|                      | dieBasis              | 11.505      | 0,8         | +0,8        | −0,9        | –           | 8.342        | 0,5          | 0,5          | −0,8         |              |         |         |         |
|                      | Die Grauen            | –           | –           | –           | –           | –           | 6.447        | 0,4          | 0,4          | −0,3         |              |         |         |         |
|                      | Team Todenhöfer       | –           | –           | –           | –           | –           | 6.326        | 0,4          | 0,4          | −0,6         |              |         |         |         |
|                      | Graue Panther         | –           | –           | –           | –           | –           | 6.275        | 0,4          | −0,7         | −0,1         |              |         |         |         |
|                      | Piraten               | 1.184       | 0,1         | −1,9        | −0,0        | –           | 5.145        | 0,3          | −1,4         | −0,1         |              |         |         |         |
|                      | Klimaliste Berlin     | –           | –           | –           | –           | –           | 4.103        | 0,3          | 0,3          | −0,2         |              |         |         |         |
|                      | Freie Wähler          | 5.666       | 0,4         | +0,4        | −0,6        | –           | 3.923        | 0,3          | 0,3          | −0,6         |              |         |         |         |
|                      | Mieterpartei          | 973         | 0,1         | +0,0        | +0,0        | –           | 3.902        | 0,3          | 0,3          | +0,0         |              |         |         |         |
|                      | Gesundheitsforschung  | –           | –           | –           | –           | –           | 3.768        | 0,2          | −0,2         | −0,0         |              |         |         |         |
|                      | du.                   | 614         | 0,0         | +0,0        | +0,0        | –           | 2.993        | 0,2          | 0,2          | +0,0         |              |         |         |         |
|                      | Die Humanisten        | –           | –           | –           | –           | –           | 2.659        | 0,2          | 0,2          | −0,0         |              |         |         |         |
|                      | DKP                   | –           | –           | −0,0        | –           | –           | 2.517        | 0,2          | 0,0          | +0,0         |              |         |         |         |
|                      | Bildet Berlin!        | –           | –           | –           | –           | –           | 1.790        | 0,1          | 0,1          | −0,0         |              |         |         |         |
|                      | ÖDP                   | 643         | 0,0         | +0,0        | −0,0        | –           | 1.674        | 0,1          | 0,1          | −0,0         |              |         |         |         |
|                      | NPD                   | 566         | 0,0         | −0,3        | −0,0        | –           | 1.591        | 0,1          | −0,5         | −0,0         |              |         |         |         |
|                      | B*                    | –           | –           | −0,0        | –           | –           | 1.137        | 0,1          | 0,0          | −0,0         |              |         |         |         |
|                      | SGP                   | –           | –           | −0,0        | –           | –           | 801          | 0,1          | −0,1         | +0,0         |              |         |         |         |
|                      | Bündnis21             | 36          | 0,0         | +0,0        | −0,0        | –           | 786          | 0,1          | 0,1          | −0,0         |              |         |         |         |
|                      | LKR                   | 382         | 0,0         | +0,0        | −0,0        | –           | 475          | 0,0          | −0,4         | −0,0         |              |         |         |         |
|                      | BüSo                  | –           | –           | −0,0        | –           | –           | 409          | 0,0          | −0,1         | −0,0         |              |         |         |         |
|                      | Menschliche Welt      | –           | –           | −0,0        | –           | –           | 163          | 0,0          | 0,0          | +0,0         |              |         |         |         |
|                      | Neue Demokraten       | –           | –           | –           | –           | –           | 69           | 0,0          | 0,0          | −0,0         |              |         |         |         |
|                      | REP                   | 15          | 0,0         | +0,0        | −0,0        | –           | 44           | 0,0          | 0,0          | +0,0         |              |         |         |         |
|                      | Deutsche Konservative | –           | –           | –           | –           | –           | 16           | 0,0          | 0,0          | +0,0         |              |         |         |         |
|                      | DL                    | 22          | 0,0         | −0,0        | −0,0        | –           | –            | –            | –            | –            |              |         |         |         |
|                      | Die Frauen            | 111         | 0,0         | +0,0        | +0,0        | –           | –            | –            | –            | –            |              |         |         |         |
|                      | LD                    | 30          | 0,0         | +0,0        | +0,0        | –           | –            | –            | –            | –            |              |         |         |         |
|                      | Einzelbewerber (12)   | 629         | 0,0         | +0,0        | −0,1        | –           | –            | –            | –            | –            |              |         |         |         |
| Gesamt               | Gesamt                | 1.514.567   | 100         |             |             | 78          | 1.516.860    | 100          |              |              | 81           | 159     | −1      | +12     |
| Ungültige Stimmen    | Ungültige Stimmen     | 13.409      | 0,9         | −0,8        | −0,5        |             | 11.039       | 0,7          | −0,8         | −0,2         |              |         |         |         |
| Ausgefallene Stimmen | Ausgefallene Stimmen  | a1582       | 0,1         | −0,1        | −0,4        |             | b1659        | 0,1          | +0,0         | −0,1         |              |         |         |         |
| Wähler               | Wähler                | 1.529.558   | 62,9        | −4,0        | −12,5       |             | 1.529.558    | 62,9         | −3,2         | −12,5        |              |         |         |         |
| Wahlberechtigte      | Wahlberechtigte       | 2.431.776   |             |             |             |             | 2.431.776    |              |              |              |              |         |         |         |

### Zweitstimmenergebnis in Ost- und West-Berlin
| Abgeordnetenhauswahl 2023 – Ergebnis Berlin-West %403020100 31,119,919,89,06,85,32,15,6 CDUSPDGrüneLinkeAfDFDPTierschutzSonst.Gewinne und Verlusteim Vergleich zu 2021 %p 12 10 8 6 4 2 0 −2 −4+10,3−3,0−0,5−1,1+0,5−2,6+0,1−3,7CDUSPDGrüneLinkeAfDFDPTierschutzSonst. | Abgeordnetenhauswahl 2023 – Ergebnis Berlin-Ost %3020100 24,316,616,412,23,72,77,6 CDULinkeGrüneSPDAfDFDPTierschutzSonst.Gewinne und Verlusteim Vergleich zu 2021 %p 10 8 6 4 2 0 −2 −4+10,0−2,8−0,5−3,0+1,8−2,4+0,2−3,4CDULinkeGrüneSPDAfDFDPTierschutzSonst. |

### Zweitstimmenanteil der Parteien nach Wahlkreisen
Die folgenden Karten zeigen, mit welchem Ergebnis die Parteien mit mindestens drei Prozent Stimmenanteil in den einzelnen Wahlkreisen abgeschnitten haben.

Christlich Demokratische Union Höchstwerte: 47,3 % (Tempelhof-Schöneberg 7) Tiefstwerte: 9,7 % (Neukölln 2)
Sozialdemokratische Partei Deutschlands Höchstwerte: 27,5 % (Neukölln 4) Tiefstwerte:12,7 % (Friedrichshain-Kreuzberg 2)
Bündnis 90/Die Grünen Höchstwerte: 38,3 % (Friedrichshain-Kreuzberg 2) Tiefstwerte: 3,5 % (Marzahn-Hellersdorf 1)
Die Linke Höchstwerte: 25,7 % (Neukölln 2) Tiefstwerte: 3,3 % (Spandau 5)
Alternative für Deutschland Höchstwerte: 28,0 % (Marzahn-Hellersdorf 1) Tiefstwerte: 2,0 % (Friedrichshain-Kreuzberg 2)
Freie Demokratische Partei Höchstwerte: 10,7 % (Steglitz-Zehlendorf 7) Tiefstwerte: 1,8 % (Neukölln 1)

## Regierungsbildung
| Mögliche Koalition               | Sitze |
| -------------------------------- | ----- |
| Sitze gesamt                     | 159   |
| Absolute Mehrheit (ab 80 Sitzen) |       |
| SPD, Grüne, Linke                | 90    |
| CDU, SPD                         | 86    |
| CDU, Grüne                       | 86    |

Nach der Wahl wurden sowohl Sondierungen über eine CDU-geführte Koalition mit SPD oder Grünen als auch über die Fortführung des rot-grün-roten-Bündnisses geführt. Am 28. Februar 2023 wurde bekannt, dass die bisher Regierende Bürgermeisterin Franziska Giffey dem SPD-Landesvorstand Koalitionsverhandlungen mit der CDU vorschlagen will, obwohl sie damit ihr Amt als Regierende Bürgermeisterin verlieren würde. Sowohl der SPD-Landesvorstand als auch der CDU-Landesvorstand votierten für eine Aufnahme von Koalitionsverhandlungen. Am 2. April 2023 gaben CDU und SPD bekannt, sich in den Verhandlungen auf einen Koalitionsvertrag geeinigt zu haben. Jede Partei soll fünf Senatsverwaltungen übernehmen. CDU-Landeschef Kai Wegner soll Regierender Bürgermeister werden. Die SPD hält ein Mitgliedervotum dazu ab, dessen Ergebnis am 23. April bekanntgegeben werden soll. Die CDU entscheidet über das Regierungsprogramm bei einem Parteitag, der voraussichtlich erst nach Bekanntgabe des SPD-Ergebnisses stattfindet. Bis zum 21. April 2023 stimmten in einer Mitgliederbefragung der SPD 54,3 Prozent der Abstimmenden für eine Koalition mit der CDU. Von den 18.556 stimmberechtigten SPD-Mitgliedern nahmen rund 12.000 an der Abstimmung teil. Am 24. April 2023 stimmte ein Landesparteitag der CDU Berlin einstimmig für die Koalition. Der Koalitionsvertrag wurde am 26. April unterschrieben. Am 27. April 2023 wählte das Abgeordnetenhaus Kai Wegner nach zwei erfolglosen Wahlgängen im dritten Wahlgang mit absoluter Mehrheit von 86 Stimmen zum Regierenden Bürgermeister.